# Valentino Gasparella

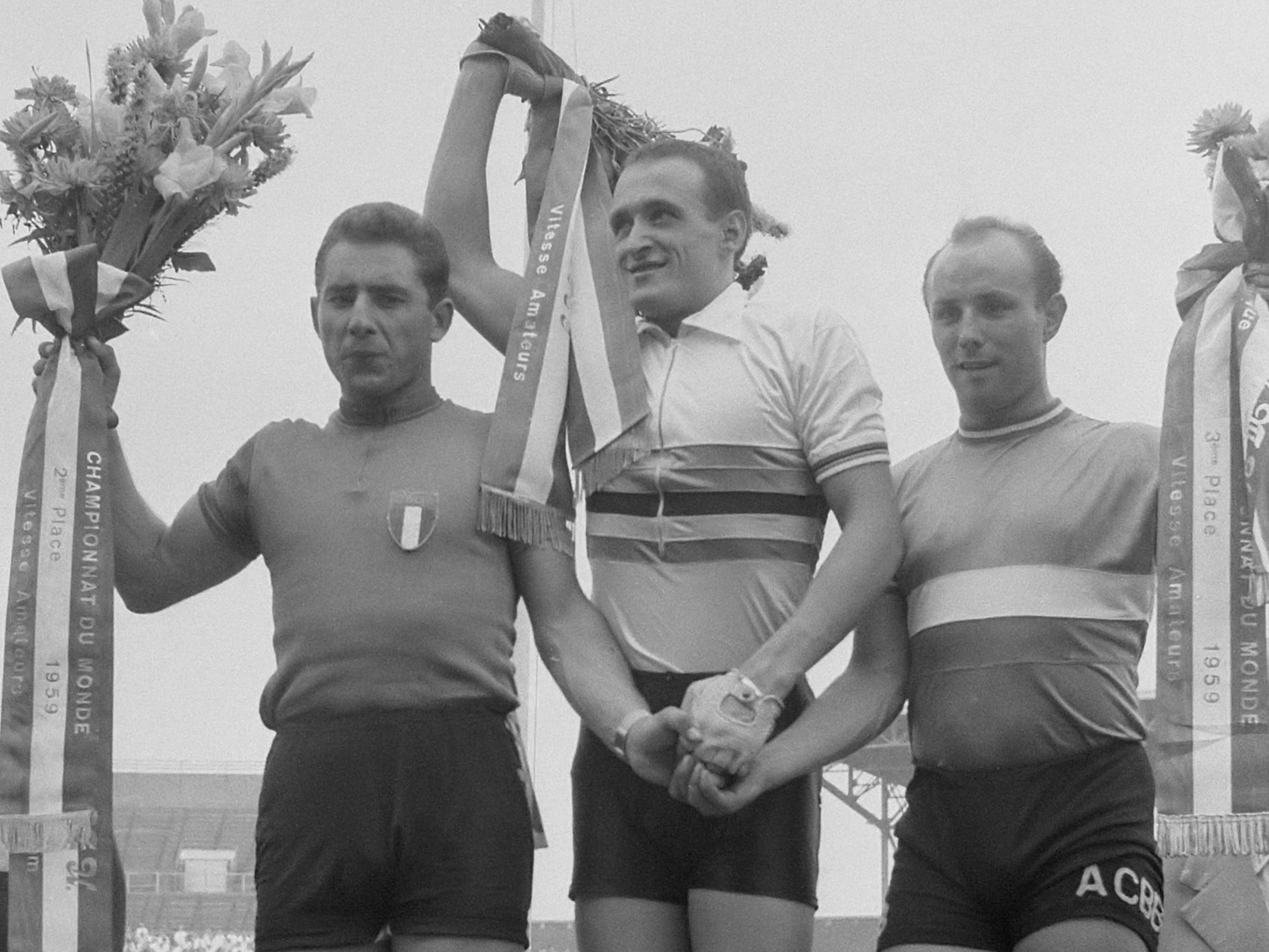
Weltmeisterschaften im Sprint 1959 (von links nach rechts): Sante Gaiardoni, Valentino Gasparella, André Gruchet

Valentino Gasparella (* 30. Mai 1935 in  Isola Vicentina) ist ein ehemaliger italienischer Bahnradsportler, zweifacher Sprint-Weltmeister und Olympiasieger.
Valentino Gasparella wurde zweimal Weltmeister im Sprint der Amateure, 1958 in Paris und 1959 in Amsterdam, nachdem er schon 1957 in Rocourt den dritten Platz belegt hatte. Ebenso 1958 und 1959 gewann er den Klassiker Grand Prix de Paris; 1960 belegte er bei diesem Rennen nochmals einen dritten Platz. 1958 war sein erfolgreichstes Jahr, neben der Weltmeisterschaft und dem Sieg in Paris gewann er auch die italienische Meisterschaft im Sprint sowie den Grand Prix Kopenhagen (auch 1959). 1959 siegte er in der Champion of Champions Trophy. 1959 und 1960 konnte er den nationalen Titel im Sprint verteidigen.
Zweimal nahm Gasparella an Olympischen Spielen teil: 1956 in Melbourne errang er gemeinsam mit Leandro Faggin, Antonio Domenicali, Franco Gandini und Virginio Pizzali die Goldmedaille in der Mannschaftsverfolgung, mit neuem Welt- und olympischem Rekord (4:37,4 Minuten). Vier Jahre später, bei den Spielen in Rom gewann er die Bronzemedaille im Sprint.